# Trifolium ligusticum
Trifolium ligusticum — вид рослин родини Бобові (Fabaceae).

## Опис
Однорічна волохата трава. Стебла 10–50 см, висхідні або прямовисні, гіллясті, запушені. Листочки 7–22 × 6–14 мм, обернено-яйцеподібні, зазубрені. Суцвіття 10–17 × 8–12 мм, яйцеподібні або циліндричні. Віночок 4–5 мм, рожевий. Квітне з травня по червень. Насіння 0.8–1.1 мм, гладке, жовтувате.

## Поширення
Поширення: Північна Африка: Алжир; Марокко; Туніс. Західна Азія: Ліван; Туреччина. Південна Європа: Греція; Італія [вкл. Сардинія, Сицилія]; Франція [вкл. Корсика]; Португалія [вкл. Мадейра]; Іспанія [вкл. Балеарські острови, Канарські острови]. Населяє луки на кислих ґрунтах, водно-болотні угіддя; 0–1500 метрів.